# 伊庫謝什蒂鄉
46°48′N 26°56′E / 46.800°N 26.933°E
伊庫謝什蒂鄉（羅馬尼亞語：Comuna Icușești, Neamț），是羅馬尼亞的鄉份，位於該國東北部，由尼亞姆茨縣負責管轄，面積64平方公里，海拔高度194米，2007年人口4,647，人口密度每平方公里72人。